# Comité de Normas Internacionales de Contabilidad
El Comité de Normas Internacionales de Contabilidad (o IASC por sus siglas en inglés) fue fundado en junio de 1973 en Londres, y fue posteriormente reemplazado por la Junta de Normas Internacionales de Contabilidad el primero de abril de 2001. Fue responsable del desarrollo de Normas Internacionales de Contabilidad, así como de promover su uso y aplicación.

## Miembros fundadores
El CNIC fue fundado como resultado de un acuerdo entre sociedades contables en los siguientes países:
- Australia: Instituto de Contadores Certificados de Australia (ICAA por sus siglas en inglés) y Contadores Practicantes Certificados de Australia (CPA Australia por sus siglas en inglés).

- Canadá: Instituto Canadiense de Contadores Certificados (CICA por sus siglas en inglés).

- Francia: Orden de Expertos Contables de Francia.

- Alemania: Instituto de Contabilidad y Auditoría de Alemania (IDW por sus siglas en alemán).

- Japón: Instituto Japonés de Contadores Públicos Certificados.

- México: Instituto Mexicano de Contadores Públicos, removido del comité en 1987 debido a falta de pagos de financiamiento. Registro su re-integración en 1995.

- Países Bajos: Instituto de Contadores y Auditores Registrados de Países Bajos.

- Reino Unido y República Irlandesa (representado como uno solo): Instituto de Contadores Certificados de Escocia (ICAS por sus siglas en inglés), Instituto de Contadores Certificados de Inglaterra y Gales (ICAEW por sus siglas en inglés), Asociación de Contadores Certificados (ACCA por sus siglas en inglés), Instituto Certificado de Administradores Contables (CIMA por sus siglas en inglés), e Instituto Público de Finanzas y Contabilidad (CIPFA por sus siglas en inglés).

- Estados Unidos: Instituto Americano de Contadores Públicos Certificados (AICPA por sus siglas en inglés).

## Otros miembros
Al paso de los años, el número de miembros del comité y de la junta principal fue creciendo, agregándose los siguientes países:
- Nigeria:En 1976 el Instituto de Contadores Certificados de Nigeria se volvió un miembro asociado, y participó como miembro de la junta principal de 1978 a 1987.[2]

- Sudáfrica: El Consejo Nacional de Contadores Certificados se convirtió en miembro de 1974. Se le agregó a la junta principal en 1978. En 1995, se agregó otra institución sudafricana al comité, siendo el Instituto de Contadores Certificados de Zimbawe.[2]

- Italia: El Consejo Nacional de Contadores se agregó a la junta del CNIC en 1983 y permaneció en ella hasta 1995.[2]

- China: La Federación Nacional de Contadores Públicos de la República de China se convirtió en miembro en 1983, siendo el segundo país de Asia Oriental en entrar al comité, luego de Japón.[2]

- Pakistán: El Instituto de Contadores Certificados de Pakistán y el Instituto Pakistaní de Contadores Industriales se unieron en 1974.[2]

- India: El Instituto de Contadores Públicos de India (ICAI por sus siglas) se volvió miembro en 1974, y se unió a la junta principal en 1993. En 1995, India fue también representada por el Instituto de Contadores Certificados de Sri Lanka.[2]

- Singapur: La Sociedad de Contadores de Singapur se convirtió en miembro en 1975.[2]

- Hong Kong: La Sociedad de Contadores de Hong Kong fue agregada en 1975.[2]

- Malasia: La Asociación de Contadores Públicos Certificados de Malasia se unió en 1975. Posteriormente, el Instituto de Contadores de Malasia se convirtió en miembro de la junta principal de 1995 a 2000.[2]

- Nueva Zelanda: La Sociedad de Contadores de Nueva Zelanda se volvió miembro en 1974.[2]

- Dinamarca: Se convirtió en miembro en 1988. Fue remplazada en 1990 por la Federación Nórdica de Contadores Públicos, representado por un grupo de contadores y auditores originarios de Suecia, Noruega y Dinamarca; mismo del que se exculpó a Finlandia e Islandia debido a su falta de interés.[2]

- Jordania: La delegación de Jordania participó en el comité de 1988 a 1995, representado por la Sociedad Árabe de Contadores Certificados.[2]

- Corea: Corea fue representada por una delegación de 1988 a 1992.[2]

A pesar de los esfuerzos realizados por el CNIC, este nunca fue capaz de atraer la atención de países de América Latina, exceptuando México. Antes de su reemplazo por la Junta de Normas Internacionales de Contabilidad, el CNIC tuvo alrededor de 140 instituciones y sociedades miembros de 104 países.
De 1995 a 2001, Sir Bryan Carsberg fungió como Secretario General del Comité.